# Monte Carlo Open
O Monte Carlo Open foi um torneio masculino de golfe no circuito europeu da PGA, que foi disputado anualmente entre 1984 1992, no Monte Carlo Golf Club, em La Turbie, na França. O jogador galês de golfe Ian Woosnam é o maior vencedor do torneio, tendo conquistado o título três vezes, em 1990, 1991 e 1992. Em 1992, Woosnam venceu com 261 tacadas (66-65-66-64), quinte abaixo do par do campo, duas tacadas à frente dos vice-campeões Mark McNulty e Johan Ryström, ambos terminaram suas participações empatados, com (67-67-66-63=263) tacadas.

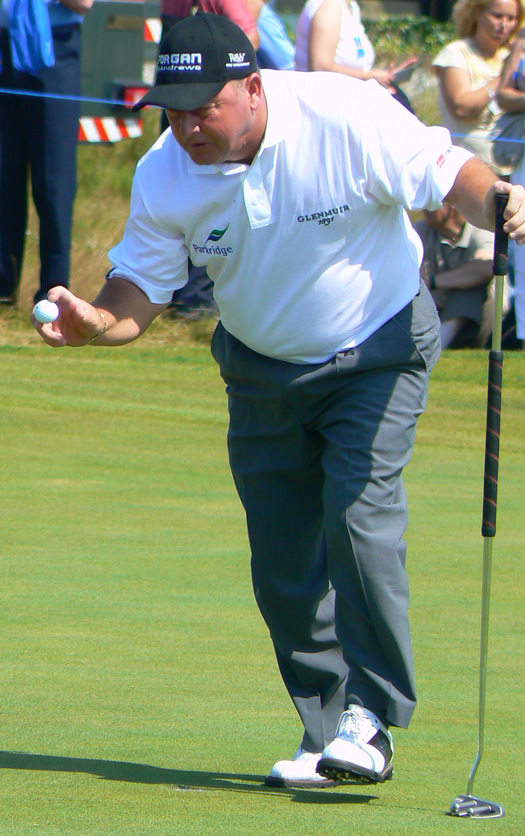
Ian Woosnam, detentor de três títulos.

## Campeões
| Ano                                     | Campeão                                 | País                                    | Pontuação                               | Par                                     | Margem de vitória                       | Vice-campeão(ões)                       |
| The European Newspaper Monte Carlo Open | The European Newspaper Monte Carlo Open | The European Newspaper Monte Carlo Open | The European Newspaper Monte Carlo Open | The European Newspaper Monte Carlo Open | The European Newspaper Monte Carlo Open | The European Newspaper Monte Carlo Open |
| --------------------------------------- | --------------------------------------- | --------------------------------------- | --------------------------------------- | --------------------------------------- | --------------------------------------- | --------------------------------------- |
| 1992                                    | Ian Woosnam (3)                         | País de Gales                           | 261                                     | −15                                     | 2 tacadas                               | Mark McNulty Johan Ryström              |
| Torras Monte Carlo Open                 |                                         |                                         |                                         |                                         |                                         |                                         |
| 1991                                    | Ian Woosnam (2)                         | País de Gales                           | 261                                     | −15                                     | 4 tacadas                               | Anders Forsbrand                        |
| 1990                                    | Ian Woosnam                             | País de Gales                           | 258                                     | −18                                     | 5 tacadas                               | Costantino Rocca                        |
| 1989                                    | Mark McNulty                            | Zimbabwe                                | 261                                     | −15                                     | 6 tacadas                               | José Maria Cañizares Jeff Hawkes        |
| Monte Carlo Open                        |                                         |                                         |                                         |                                         |                                         |                                         |
| 1988                                    | José Rivero                             | Espanha                                 | 261                                     | −15                                     | 2 tacadas                               | Mark McNulty                            |
| Johnnie Walker Monte Carlo Open         |                                         |                                         |                                         |                                         |                                         |                                         |
| 1987                                    | Peter Senior                            | Austrália                               | 260                                     | −16                                     | 1 tacada                                | Rodger Davis                            |
| 1986                                    | Seve Ballesteros                        | Espanha                                 | 265                                     | −11                                     | 2 tacadas                               | Mark McNulty                            |
| 1985                                    | Sam Torrance                            | Escócia                                 | 264                                     | −12                                     | 1 tacada                                | Isao Aoki                               |
| Monte Carlo Open                        |                                         |                                         |                                         |                                         |                                         |                                         |
| 1984                                    | Ian Mosey                               | Inglaterra                              | 131*                                    | −7                                      | 4 tacadas                               | Manuel Calero Peter Fowler              |

*Encurtado para 36 buracos.